# 佐藤理吉
佐藤 理吉（さとう りきち、1871年10月19日（明治4年9月6日） - 1959年（昭和34年）11月9日）は、日本の政治家。衆議院議員（1期）。

## 経歴
山形県出身。1894年、東京専門学校政治科卒。醸造業を営み、最上郡会議員、山形県議、同参事会員、最上郡農会議員、同会長、山形県農会副会長となる。ほか最上酒造(株)取締役社長、最上銀行取締役を務める。
1932年の第18回衆議院議員総選挙において山形2区(当時)から立憲民政党公認で立候補したが、無投票で当選。1936年の第19回衆議院議員総選挙では国民同盟から立候補したが落選した。1959年死去。